# Lam Bleut
Lam Bleut is een bestuurslaag in het regentschap Aceh Besar van de provincie Atjeh, Indonesië. Lam Bleut telt 685 inwoners (volkstelling 2010).